# Julio Avito

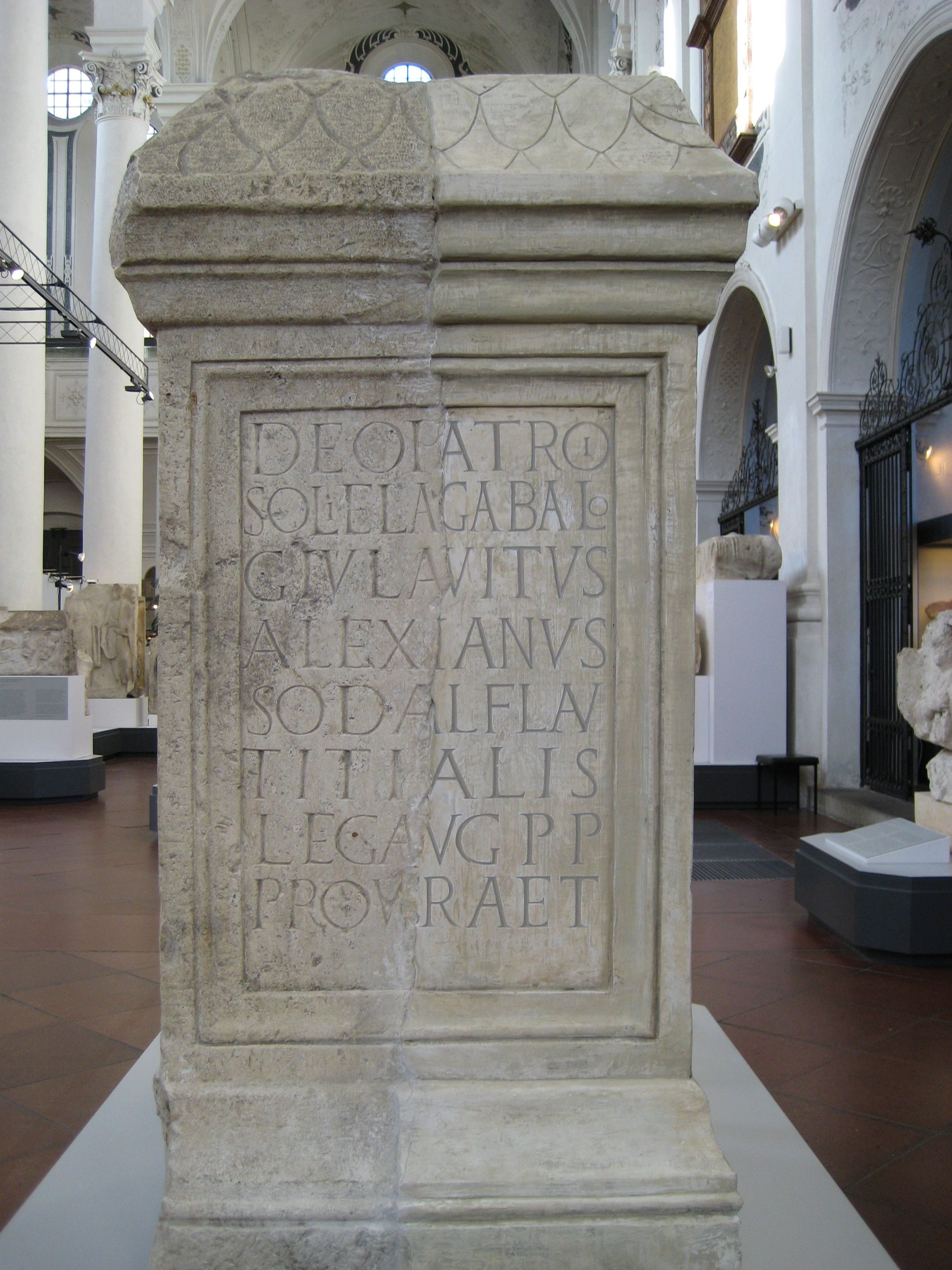
Altar del dios Heliogábalo, dedicado por Cayo Julio Avito Alexiano, hacia 196/200 d. C.: Museo Romano de Augsburgo.

Julio Avito o su nombre completo: Cayo o Gayo Julio Avito Alexiano (latín: Gaius Julius Avitus Alexianus; 155-216), fue un noble sirio y político romano que vivió entre los siglos II y III.

## Biografía
Natural de Emesa (moderna Homs, Siria), Avito fue un caballero (équites) romano que luego alcanzó el rango consular alrededor del año 200. Se convirtió en el gobernador romano de Asia, Mesopotamia y Chipre.
Avito se casó con Julia Mesa, la hija mayor de Cayo Julio Basiano, un alto sacerdote del Templo del Sol. El templo estaba dedicado al dios del sol sirio-arameo El-Gebal, contrapartida del fenicio Baal) en Emesa. Julia Domna, hermana menor de Mesa, se convirtió en emperatriz romana. Avito sería el futuro cuñado del futuro emperador romano Lucio Septimio Severo y tío por matrimonio de los sobrinos de Mesa, los futuros emperadores romanos Caracalla y Publio Septimio Geta.
Mesa tuvo dos hijas de Avito:
- Julia Soemia Basiana, madre del emperador Heliogábalo
- Julia Avita Mamea, madre del emperador Alejandro Severo

Sus hijas nacieron y se criaron en Emesa. 